# Aeroportul Xining Caojiabao
Aeroportul Xining Caojiabao (IATA: XNN, ICAO: ZLXN) este un aeroport din Huzhu Tu Autonomous County⁠(d), Haidong⁠(d), Qinghai, Republica Populară Chineză ce deservește zona Xining⁠(d). Aeroportul a fost tranzitat în 2022 de 2.609.436 de pasageri. A fost numit după zona deservită.
Situat la o altitudine de 2.170 m, aeroportul dispune de o singură pistă.